# 42 Pułk Piechoty (LWP)
42 pułk piechoty (42 pp) – oddział piechoty ludowego Wojska Polskiego.

## Historia pułku
Pułk został sformowany w Łodzi na podstawie rozkazu nr 58 Naczelnego Dowództwa WP z 15 marca 1945 w oparciu o etat wojenny sowieckiego pułku strzeleckiego.
Wchodził w skład 11 Dywizji Piechoty. W 1949 został przeformowany na etat nr 5/42 zmotoryzowanego pułku piechoty, a w 1950 w 42 pułk zmechanizowany. Jednostka stacjonowała w garnizonie Żary, w koszarach przy ulicy Żagańskiej.
W 1945 pluton saperów pułku uczestniczył w rozminowaniu terenów od ujścia Nysy Łużyckiej do miejscowości Mużaków.

## Dowódcy pułku
- płk Mikołaj Pietrusienko[3] (1945–1946)
- mjr Iwan Oczierietienko (1946)
- ppłk Antoni Stanicki (1946–1947)
- mjr Mieczysław Stefański (p.o. 1947)
- ppłk Michał Barcz (1947–1948)
- ppłk dypl. Gereon Grzenia-Romanowski (1948–1950)
- ppłk Stanisław Maciejowski (1950)

## Skład etatowy
dowództwo i sztab
- 3 bataliony piechoty

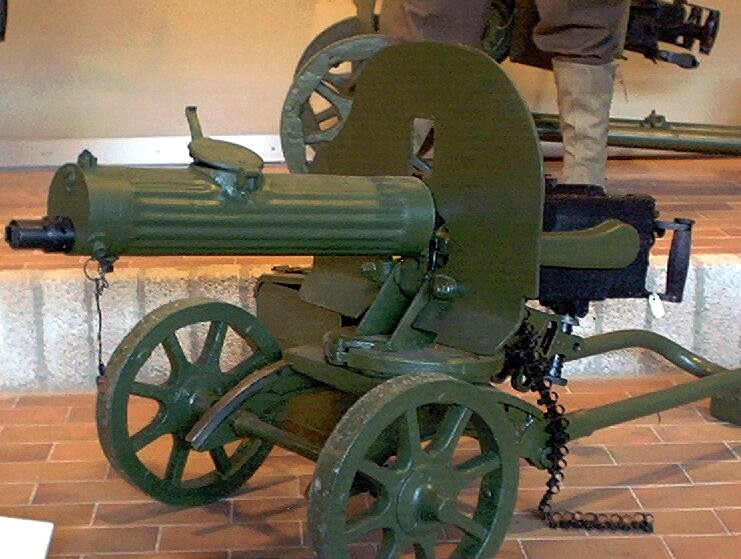
Maxim - podstawowy ckm pułku

- kompanie: dwie fizylierów, przeciwpancerna, rusznic ppanc, łączności, sanitarna, transportowa
- baterie: działek 45 mm, dział 76 mm, moździerzy 120 mm
- plutony: zwiadu konnego, zwiadu pieszego, saperów, obrony pchem, żandarmerii

Etatowo stan pułku wynosił 2915 żołnierzy 2915, w tym 276 oficerów, 872 podoficerów i 1765 szeregowców.
Na uzbrojeniu pułku znajdowały się 162 rkm, 54 ckm, 66 rusznic ppanc, 12 armat ppanc 45 mm, 4 armaty 76 mm, 18 moździerzy 50 mm, 27 moździerzy 82 mm i 8 moździerzy 120 mm.